# Neuropatía periférica
La neuropatía periférica es una insuficiencia de los nervios que llevan la información hasta y desde el cerebro y la médula espinal, lo cual produce dolor, pérdida de la sensibilidad e incapacidad para controlar los músculos.

## Fisiopatología
El grupo de las neuropatías periféricas comprende enfermedades que afectan a los nervios por fuera del sistema nervioso central. Esto es, a cualquier nervio, que lleva las señales del Sistema nervioso central hacia el resto del organismo (ciático, crural, sural, trigémino, facial, cubital, mediano, etc).

### Neuropatía
- Normalmente puede afectar nervios sensitivos y/o motores. De forma aguda (ej. diversos tipos de intoxicaciones) o de forma crónica (ej. vasculitis, diabetes).
- La sintomatología depende del nervio o función afectada. Si compromete la función motora se manifiesta como debilidad y atrofia progresiva del área afectada (normalmente en los miembros inferiores, la atrofia compromete a los pies).
- Si predomina la afectación sensitiva, puede manifestarse por disestesias (trastornos en la sensibilidad, ardor, quemazón, hormigueo, pesadez), hasta dolor de tipo neuropático de leve a máxima intensidad.
- Los tratamientos van desde tratar el dolor (no se utilizan los analgésicos comunes, sino anticonvulsivos, y antidepresivos) hasta tratar la enfermedad causal, ya que la neuropatía motora si progresa puede dejar secuelas y no tiene un tratamiento (si bien siguen en curso tratamientos experimentales como el factor de crecimiento neuronal)